# Nieuwe vertrekken (Sanssouci)
De Nieuwe vertrekken (Duits: Neue Kammern) is de naam van een langgerekt rococopaviljoen van één verdieping hoog, in het Sanssoucipark in de Duitse stad Potsdam. Het bevindt zich aan de westkant van het Slot Sanssouci en vormt zo een pendant van de Bildergalerie aan de oostzijde van het zomerpaleis.
Het bouwwerk werd tussen 1745 en 1747 gebouwd naar een ontwerp van Georg Wenzeslaus von Knobelsdorff en fungeerde oorspronkelijk als een oranjerie. In 1768 besloot koning Frederik II echter dat er op deze plaats meer behoefte was aan een luxe gastenverblijf en daarom werd het gebouw tussen 1771 en 1775 hier tot omgevormd. Sindsdien draagt het bouwwerk de naam "Nieuwe vertrekken". De architect van deze verbouwing, Georg Christian Unger, voegde de lantaarn toe om de symmetrie met de Bildergalerie te vervolmaken maar liet verder het karakter van exterieur ongemoeid. De binnenruimtes daarentegen, ondergingen een metamorfose: hier werden zeven rijk gedecoreerde gastenkamers en een balzaal gecreëerd. Dit rococo-interieur is volledig behouden gebleven.
Centraal ligt de rechthoekige balzaal die bekendstaat onder de naam jaspiszaal. De weelderige feestzaal is met rode jaspis en grijs Silezisch marmer gedecoreerd. De plafondschildering toont de godin Venus met haar gevolg. De aangrenzende Ovidiuszaal in de oostvleugel is kleiner maar even rijk gedecoreerd. Naar Frans voorbeeld, zoals de spiegelzaal van Versailles, is hier een wand volledig van spiegels voorzien. Zijn naam ontleent deze zaal aan de vergulde wandreliëfs met voorstellingen uit de Metamorfosen van Ovidius. De rest van het paleisje bevat in een enfilade de daadwerkelijke gastenkamers. Elk van deze zeven royale vertrekken is anders gedecoreerd met schilderingen van gezichten op Potsdam en lakwerk. De fraaiste van deze kamers is de grote intarsiakamer. Deze ruimte is van vloer tot plafond voorzien van inlegwerk met onder andere ebbenhout, palissander, esdoorn- en moerbeihout. Het hout is in allerlei figuratieve figuren ingelegd: planten, vogels, muziekinstrumenten en vruchten. Een tweede kamer met vergelijkbaar maar minder kostbaar inlegwerk staat bekend als de kleine intarsiakamer.
Dit object is onderdeel van het ensemble paleizen en parken van Potsdam en Berlijn dat in 1990, 1992 en 1999 in drie fasen op de werelderfgoedlijst van de UNESCO is geplaatst. Andere items ervan zijn:
De Russische kolonie Alexandrowka · 
De Antieke Tempel · 
Het Slot Babelsberg · 
Het Babelsbergpark · 
De Belvédère op de Pfingstberg · 
 De Belvédère van Sanssouci · 
De Bildergalerie · 
Slot Cecilienhof · 
Slot Charlottenhof · 
Het Chinese theehuis · 
 Het Drakenhuis · 
Het Glienickepark · 
Het Jachtslot Glienicke · 
Het Slot Glienicke · 
 Het keizerlijk station van Potsdam · 
Het Marmerpaleis · 
De Neptunusgrotte · 
Het Nieuwe paleis · 
De Nieuwe Tuin · 
De Nieuwe Vertrekken · 
De blokhut Nikolskoë · 
Het Oranjerieslot · 
Het Pauweneiland · 
De Sint-Petrus-en-Pauluskerk van Nikolskoë · 
De Pomonatempel · 
De Romeinse baden · 
Slot Sanssouci · 
Slot Sacrow · 
 De Verlosserkerk van Sacrow · 
De Vredeskerk · 
De vriendschapstempel
- Marburg Picture Index: 7404202
- Gemeinsame Normdatei: 4549667-5
- Union List of Artist Names: 500308178
- Virtual International Authority File: 317281957